# Hypetraxx
Hypetraxx war ein Techno-Projekt, dessen größter kommerzieller Erfolg die Single The Darkside im Jahr 2000 war.

## Geschichte
Die Gruppe bestand aus Frank Kuchinke, Alex Carpenter, Cengiz Özmaden und Jesse B. Foerster. Produziert wurde das Projekt von Sean Dexter und Ugly Kid Jay. Veröffentlicht wurde auf dem Hardtrance Label "Overdose". Während die Single See The Day noch halbwegs an den Erfolg von The Darkside anschließen konnte, gelang dies danach nicht mehr. Paranoid war im Jahr 2001 die letzte Veröffentlichung, die es in die Charts schaffte, es blieb bei einem Studioalbum.

## Diskografie

### Alben
- 2000: Tales from the Darkside

### Singles
- 1996: Do U Love Me?
- 1996: Whop Your Body
- 1998: Wind It Up!
- 1999: Interceptor
- 1999: The Darkside
- 2000: See the Day
- 2001: Paranoid
- 2002: Send Me an Angel
- 2003: Ich bin so
- 2003: The Promiseland
- 2004: Dead or Alive

## Auszeichnungen für Musikverkäufe
| Platin-Schallplatte - Dänemark - 2001: für die Single The Darkside |

| Land/RegionAuszeichnungen für Musikverkäufe (Land/Region, Auszeichnungen, Verkäufe, Quellen) | Gold | Platin  | Verkäufe | Quellen |
| -------------------------------------------------------------------------------------------- | ---- | ------- | -------- | ------- |
| Dänemark (IFPI)                                                                              | —    | Platin1 | 20.000   | ifpi.dk |
| Insgesamt                                                                                    | —    | Platin1 |          |         |